# Каделл ап Эйнион
Каделл (валл. Cadell) (умер в 1018 году) — король Дехейбарта (1005—1018)
Каделл был сыном Эйниона и таким образом племянником Маредида и внуком Оуайна. В 992 году его брат Эдвин участвовал на стороне англичан в не очень успешном набеге на Уэльс с целью свержения их дяди. В 1005 году Каделл и Эдвин стали вместе править в Дехейбарте. В 1018 году братья были побеждены королём Гвинеда Лливелином ап Сейсиллом.